# Aghagallon
Aghagallon (Iers: Achadh Galláin) is een plaats in het Noord-Ierse County Armagh.
Aghagallon telt 819 inwoners. Van de bevolking is 3% protestant en 96,6% katholiek.

## Geboren
- Marc Wilson (17 augustus 1987), voetballer

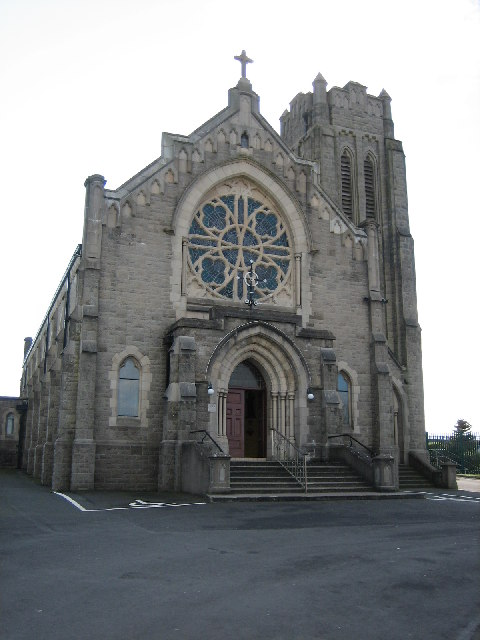